# Лондонски систем
Овај чланак користи алгебарску шаховску нотацију како би се описали шаховски потези.
Лондонски систем је шаховско отварање које обично настаје након 1.д4 и 2. Лф4 или 2. Сф3 и 3. Лф4. То је "системско" отварање које се може користити против готово било које црне одбране и тако садржи мање тела теорије отварања од многих других отварања. Лондонски систем је једно од отварања даминог пјешака гдје бијели отвара са 1.д4, али не игра Дамин гамбит. То обично резултује затвореном игром.

Свере Џонсен и Влатко Ковачевић, у уводу своје књиге из 2005. Побједи са лондонским системом, наводе: 
 У основи, Лондон је скуп чврстих линија гдје послије 1.д4 бијели брзо развија свог тамнопољног ловца до ф4 и нормално појачава свој центар са [пјешаци на] ц3 и е3 умјесто да се шири. Иако имају потенцијал за брзи напад на краљевој страни, бијеле снаге су углавном довољно флексибилне да се укључе у битку било гдје на табли. Историјски се развио у систем углавном из три варијанте:
- 1. д4 д5 2. Сф3 Сф6 3. Лф4
- 1. д4 Сф6 2. Сф3 е6 3. Лф4
- 1. д4 Сф6 2. Сф3 г6 3. Лф4

Одговарајући кодови Енциклопедије шаховских отварања су Д02, А46 и А48.

Ако ће бијели играти лондонски систем, сматра се да је тачније играти 2. Лф4 умјесто 2. Сф3 и 3. Лф4.  

## Опис
Линија је у "моду" дошла на лондонском турниру 1922. године као начин сусрета са хипермодерним поставама. Линија даје бијелом чврстом позицију, а критичари га називају "варијантом старца" или "досадним системом".  Упркос томе, отварање може довести до оштрог напада. Влатко Ковачевић и Давид Бронштајн су међу оштрим тактичким играчима који су играли лондонским системом. 

## Рана игра

### 1.д4 д5 2. Сф3 Сф6 3. Лф4
Овај положај се може добити и путем 1.д4 Сф6 2. Сф3 д5 3. Сф4. Црни обично игра или 3 ... ц5, 3 ... е6, 3. . . Лф5, 3 ... ц6, 3 ... г6 или 3. . . Сц6.

### 1.д4 Сф6 2. Сф3 е6 3. Лф4
Црни обично игра или 3 ... б6, 3 ... ц5, или 3 ... д5, преносећи се у позицију горе.

### 1.д4 Сф6 2. Сф3 г6 3. Лф4
|   | a | b | c | d | e | f | g | h |   |
| 8 | a8 black rook · b8 black knight · c8 black bishop · d8 black queen · e8 black king · f8 black bishop · h8 black rook · a7 black pawn · b7 black pawn · c7 black pawn · d7 black pawn · e7 black pawn · f7 black pawn · h7 black pawn · f6 black knight · g6 black pawn · d4 white pawn · f4 white bishop · f3 white knight · a2 white pawn · b2 white pawn · c2 white pawn · e2 white pawn · f2 white pawn · g2 white pawn · h2 white pawn · a1 white rook · b1 white knight · d1 white queen · e1 white king · f1 white bishop · h1 white rook | a8 black rook · b8 black knight · c8 black bishop · d8 black queen · e8 black king · f8 black bishop · h8 black rook · a7 black pawn · b7 black pawn · c7 black pawn · d7 black pawn · e7 black pawn · f7 black pawn · h7 black pawn · f6 black knight · g6 black pawn · d4 white pawn · f4 white bishop · f3 white knight · a2 white pawn · b2 white pawn · c2 white pawn · e2 white pawn · f2 white pawn · g2 white pawn · h2 white pawn · a1 white rook · b1 white knight · d1 white queen · e1 white king · f1 white bishop · h1 white rook | a8 black rook · b8 black knight · c8 black bishop · d8 black queen · e8 black king · f8 black bishop · h8 black rook · a7 black pawn · b7 black pawn · c7 black pawn · d7 black pawn · e7 black pawn · f7 black pawn · h7 black pawn · f6 black knight · g6 black pawn · d4 white pawn · f4 white bishop · f3 white knight · a2 white pawn · b2 white pawn · c2 white pawn · e2 white pawn · f2 white pawn · g2 white pawn · h2 white pawn · a1 white rook · b1 white knight · d1 white queen · e1 white king · f1 white bishop · h1 white rook | a8 black rook · b8 black knight · c8 black bishop · d8 black queen · e8 black king · f8 black bishop · h8 black rook · a7 black pawn · b7 black pawn · c7 black pawn · d7 black pawn · e7 black pawn · f7 black pawn · h7 black pawn · f6 black knight · g6 black pawn · d4 white pawn · f4 white bishop · f3 white knight · a2 white pawn · b2 white pawn · c2 white pawn · e2 white pawn · f2 white pawn · g2 white pawn · h2 white pawn · a1 white rook · b1 white knight · d1 white queen · e1 white king · f1 white bishop · h1 white rook | a8 black rook · b8 black knight · c8 black bishop · d8 black queen · e8 black king · f8 black bishop · h8 black rook · a7 black pawn · b7 black pawn · c7 black pawn · d7 black pawn · e7 black pawn · f7 black pawn · h7 black pawn · f6 black knight · g6 black pawn · d4 white pawn · f4 white bishop · f3 white knight · a2 white pawn · b2 white pawn · c2 white pawn · e2 white pawn · f2 white pawn · g2 white pawn · h2 white pawn · a1 white rook · b1 white knight · d1 white queen · e1 white king · f1 white bishop · h1 white rook | a8 black rook · b8 black knight · c8 black bishop · d8 black queen · e8 black king · f8 black bishop · h8 black rook · a7 black pawn · b7 black pawn · c7 black pawn · d7 black pawn · e7 black pawn · f7 black pawn · h7 black pawn · f6 black knight · g6 black pawn · d4 white pawn · f4 white bishop · f3 white knight · a2 white pawn · b2 white pawn · c2 white pawn · e2 white pawn · f2 white pawn · g2 white pawn · h2 white pawn · a1 white rook · b1 white knight · d1 white queen · e1 white king · f1 white bishop · h1 white rook | a8 black rook · b8 black knight · c8 black bishop · d8 black queen · e8 black king · f8 black bishop · h8 black rook · a7 black pawn · b7 black pawn · c7 black pawn · d7 black pawn · e7 black pawn · f7 black pawn · h7 black pawn · f6 black knight · g6 black pawn · d4 white pawn · f4 white bishop · f3 white knight · a2 white pawn · b2 white pawn · c2 white pawn · e2 white pawn · f2 white pawn · g2 white pawn · h2 white pawn · a1 white rook · b1 white knight · d1 white queen · e1 white king · f1 white bishop · h1 white rook | a8 black rook · b8 black knight · c8 black bishop · d8 black queen · e8 black king · f8 black bishop · h8 black rook · a7 black pawn · b7 black pawn · c7 black pawn · d7 black pawn · e7 black pawn · f7 black pawn · h7 black pawn · f6 black knight · g6 black pawn · d4 white pawn · f4 white bishop · f3 white knight · a2 white pawn · b2 white pawn · c2 white pawn · e2 white pawn · f2 white pawn · g2 white pawn · h2 white pawn · a1 white rook · b1 white knight · d1 white queen · e1 white king · f1 white bishop · h1 white rook | 8 |
| 7 | a8 black rook · b8 black knight · c8 black bishop · d8 black queen · e8 black king · f8 black bishop · h8 black rook · a7 black pawn · b7 black pawn · c7 black pawn · d7 black pawn · e7 black pawn · f7 black pawn · h7 black pawn · f6 black knight · g6 black pawn · d4 white pawn · f4 white bishop · f3 white knight · a2 white pawn · b2 white pawn · c2 white pawn · e2 white pawn · f2 white pawn · g2 white pawn · h2 white pawn · a1 white rook · b1 white knight · d1 white queen · e1 white king · f1 white bishop · h1 white rook | a8 black rook · b8 black knight · c8 black bishop · d8 black queen · e8 black king · f8 black bishop · h8 black rook · a7 black pawn · b7 black pawn · c7 black pawn · d7 black pawn · e7 black pawn · f7 black pawn · h7 black pawn · f6 black knight · g6 black pawn · d4 white pawn · f4 white bishop · f3 white knight · a2 white pawn · b2 white pawn · c2 white pawn · e2 white pawn · f2 white pawn · g2 white pawn · h2 white pawn · a1 white rook · b1 white knight · d1 white queen · e1 white king · f1 white bishop · h1 white rook | a8 black rook · b8 black knight · c8 black bishop · d8 black queen · e8 black king · f8 black bishop · h8 black rook · a7 black pawn · b7 black pawn · c7 black pawn · d7 black pawn · e7 black pawn · f7 black pawn · h7 black pawn · f6 black knight · g6 black pawn · d4 white pawn · f4 white bishop · f3 white knight · a2 white pawn · b2 white pawn · c2 white pawn · e2 white pawn · f2 white pawn · g2 white pawn · h2 white pawn · a1 white rook · b1 white knight · d1 white queen · e1 white king · f1 white bishop · h1 white rook | a8 black rook · b8 black knight · c8 black bishop · d8 black queen · e8 black king · f8 black bishop · h8 black rook · a7 black pawn · b7 black pawn · c7 black pawn · d7 black pawn · e7 black pawn · f7 black pawn · h7 black pawn · f6 black knight · g6 black pawn · d4 white pawn · f4 white bishop · f3 white knight · a2 white pawn · b2 white pawn · c2 white pawn · e2 white pawn · f2 white pawn · g2 white pawn · h2 white pawn · a1 white rook · b1 white knight · d1 white queen · e1 white king · f1 white bishop · h1 white rook | a8 black rook · b8 black knight · c8 black bishop · d8 black queen · e8 black king · f8 black bishop · h8 black rook · a7 black pawn · b7 black pawn · c7 black pawn · d7 black pawn · e7 black pawn · f7 black pawn · h7 black pawn · f6 black knight · g6 black pawn · d4 white pawn · f4 white bishop · f3 white knight · a2 white pawn · b2 white pawn · c2 white pawn · e2 white pawn · f2 white pawn · g2 white pawn · h2 white pawn · a1 white rook · b1 white knight · d1 white queen · e1 white king · f1 white bishop · h1 white rook | a8 black rook · b8 black knight · c8 black bishop · d8 black queen · e8 black king · f8 black bishop · h8 black rook · a7 black pawn · b7 black pawn · c7 black pawn · d7 black pawn · e7 black pawn · f7 black pawn · h7 black pawn · f6 black knight · g6 black pawn · d4 white pawn · f4 white bishop · f3 white knight · a2 white pawn · b2 white pawn · c2 white pawn · e2 white pawn · f2 white pawn · g2 white pawn · h2 white pawn · a1 white rook · b1 white knight · d1 white queen · e1 white king · f1 white bishop · h1 white rook | a8 black rook · b8 black knight · c8 black bishop · d8 black queen · e8 black king · f8 black bishop · h8 black rook · a7 black pawn · b7 black pawn · c7 black pawn · d7 black pawn · e7 black pawn · f7 black pawn · h7 black pawn · f6 black knight · g6 black pawn · d4 white pawn · f4 white bishop · f3 white knight · a2 white pawn · b2 white pawn · c2 white pawn · e2 white pawn · f2 white pawn · g2 white pawn · h2 white pawn · a1 white rook · b1 white knight · d1 white queen · e1 white king · f1 white bishop · h1 white rook | a8 black rook · b8 black knight · c8 black bishop · d8 black queen · e8 black king · f8 black bishop · h8 black rook · a7 black pawn · b7 black pawn · c7 black pawn · d7 black pawn · e7 black pawn · f7 black pawn · h7 black pawn · f6 black knight · g6 black pawn · d4 white pawn · f4 white bishop · f3 white knight · a2 white pawn · b2 white pawn · c2 white pawn · e2 white pawn · f2 white pawn · g2 white pawn · h2 white pawn · a1 white rook · b1 white knight · d1 white queen · e1 white king · f1 white bishop · h1 white rook | 7 |
| 6 | a8 black rook · b8 black knight · c8 black bishop · d8 black queen · e8 black king · f8 black bishop · h8 black rook · a7 black pawn · b7 black pawn · c7 black pawn · d7 black pawn · e7 black pawn · f7 black pawn · h7 black pawn · f6 black knight · g6 black pawn · d4 white pawn · f4 white bishop · f3 white knight · a2 white pawn · b2 white pawn · c2 white pawn · e2 white pawn · f2 white pawn · g2 white pawn · h2 white pawn · a1 white rook · b1 white knight · d1 white queen · e1 white king · f1 white bishop · h1 white rook | a8 black rook · b8 black knight · c8 black bishop · d8 black queen · e8 black king · f8 black bishop · h8 black rook · a7 black pawn · b7 black pawn · c7 black pawn · d7 black pawn · e7 black pawn · f7 black pawn · h7 black pawn · f6 black knight · g6 black pawn · d4 white pawn · f4 white bishop · f3 white knight · a2 white pawn · b2 white pawn · c2 white pawn · e2 white pawn · f2 white pawn · g2 white pawn · h2 white pawn · a1 white rook · b1 white knight · d1 white queen · e1 white king · f1 white bishop · h1 white rook | a8 black rook · b8 black knight · c8 black bishop · d8 black queen · e8 black king · f8 black bishop · h8 black rook · a7 black pawn · b7 black pawn · c7 black pawn · d7 black pawn · e7 black pawn · f7 black pawn · h7 black pawn · f6 black knight · g6 black pawn · d4 white pawn · f4 white bishop · f3 white knight · a2 white pawn · b2 white pawn · c2 white pawn · e2 white pawn · f2 white pawn · g2 white pawn · h2 white pawn · a1 white rook · b1 white knight · d1 white queen · e1 white king · f1 white bishop · h1 white rook | a8 black rook · b8 black knight · c8 black bishop · d8 black queen · e8 black king · f8 black bishop · h8 black rook · a7 black pawn · b7 black pawn · c7 black pawn · d7 black pawn · e7 black pawn · f7 black pawn · h7 black pawn · f6 black knight · g6 black pawn · d4 white pawn · f4 white bishop · f3 white knight · a2 white pawn · b2 white pawn · c2 white pawn · e2 white pawn · f2 white pawn · g2 white pawn · h2 white pawn · a1 white rook · b1 white knight · d1 white queen · e1 white king · f1 white bishop · h1 white rook | a8 black rook · b8 black knight · c8 black bishop · d8 black queen · e8 black king · f8 black bishop · h8 black rook · a7 black pawn · b7 black pawn · c7 black pawn · d7 black pawn · e7 black pawn · f7 black pawn · h7 black pawn · f6 black knight · g6 black pawn · d4 white pawn · f4 white bishop · f3 white knight · a2 white pawn · b2 white pawn · c2 white pawn · e2 white pawn · f2 white pawn · g2 white pawn · h2 white pawn · a1 white rook · b1 white knight · d1 white queen · e1 white king · f1 white bishop · h1 white rook | a8 black rook · b8 black knight · c8 black bishop · d8 black queen · e8 black king · f8 black bishop · h8 black rook · a7 black pawn · b7 black pawn · c7 black pawn · d7 black pawn · e7 black pawn · f7 black pawn · h7 black pawn · f6 black knight · g6 black pawn · d4 white pawn · f4 white bishop · f3 white knight · a2 white pawn · b2 white pawn · c2 white pawn · e2 white pawn · f2 white pawn · g2 white pawn · h2 white pawn · a1 white rook · b1 white knight · d1 white queen · e1 white king · f1 white bishop · h1 white rook | a8 black rook · b8 black knight · c8 black bishop · d8 black queen · e8 black king · f8 black bishop · h8 black rook · a7 black pawn · b7 black pawn · c7 black pawn · d7 black pawn · e7 black pawn · f7 black pawn · h7 black pawn · f6 black knight · g6 black pawn · d4 white pawn · f4 white bishop · f3 white knight · a2 white pawn · b2 white pawn · c2 white pawn · e2 white pawn · f2 white pawn · g2 white pawn · h2 white pawn · a1 white rook · b1 white knight · d1 white queen · e1 white king · f1 white bishop · h1 white rook | a8 black rook · b8 black knight · c8 black bishop · d8 black queen · e8 black king · f8 black bishop · h8 black rook · a7 black pawn · b7 black pawn · c7 black pawn · d7 black pawn · e7 black pawn · f7 black pawn · h7 black pawn · f6 black knight · g6 black pawn · d4 white pawn · f4 white bishop · f3 white knight · a2 white pawn · b2 white pawn · c2 white pawn · e2 white pawn · f2 white pawn · g2 white pawn · h2 white pawn · a1 white rook · b1 white knight · d1 white queen · e1 white king · f1 white bishop · h1 white rook | 6 |
| 5 | a8 black rook · b8 black knight · c8 black bishop · d8 black queen · e8 black king · f8 black bishop · h8 black rook · a7 black pawn · b7 black pawn · c7 black pawn · d7 black pawn · e7 black pawn · f7 black pawn · h7 black pawn · f6 black knight · g6 black pawn · d4 white pawn · f4 white bishop · f3 white knight · a2 white pawn · b2 white pawn · c2 white pawn · e2 white pawn · f2 white pawn · g2 white pawn · h2 white pawn · a1 white rook · b1 white knight · d1 white queen · e1 white king · f1 white bishop · h1 white rook | a8 black rook · b8 black knight · c8 black bishop · d8 black queen · e8 black king · f8 black bishop · h8 black rook · a7 black pawn · b7 black pawn · c7 black pawn · d7 black pawn · e7 black pawn · f7 black pawn · h7 black pawn · f6 black knight · g6 black pawn · d4 white pawn · f4 white bishop · f3 white knight · a2 white pawn · b2 white pawn · c2 white pawn · e2 white pawn · f2 white pawn · g2 white pawn · h2 white pawn · a1 white rook · b1 white knight · d1 white queen · e1 white king · f1 white bishop · h1 white rook | a8 black rook · b8 black knight · c8 black bishop · d8 black queen · e8 black king · f8 black bishop · h8 black rook · a7 black pawn · b7 black pawn · c7 black pawn · d7 black pawn · e7 black pawn · f7 black pawn · h7 black pawn · f6 black knight · g6 black pawn · d4 white pawn · f4 white bishop · f3 white knight · a2 white pawn · b2 white pawn · c2 white pawn · e2 white pawn · f2 white pawn · g2 white pawn · h2 white pawn · a1 white rook · b1 white knight · d1 white queen · e1 white king · f1 white bishop · h1 white rook | a8 black rook · b8 black knight · c8 black bishop · d8 black queen · e8 black king · f8 black bishop · h8 black rook · a7 black pawn · b7 black pawn · c7 black pawn · d7 black pawn · e7 black pawn · f7 black pawn · h7 black pawn · f6 black knight · g6 black pawn · d4 white pawn · f4 white bishop · f3 white knight · a2 white pawn · b2 white pawn · c2 white pawn · e2 white pawn · f2 white pawn · g2 white pawn · h2 white pawn · a1 white rook · b1 white knight · d1 white queen · e1 white king · f1 white bishop · h1 white rook | a8 black rook · b8 black knight · c8 black bishop · d8 black queen · e8 black king · f8 black bishop · h8 black rook · a7 black pawn · b7 black pawn · c7 black pawn · d7 black pawn · e7 black pawn · f7 black pawn · h7 black pawn · f6 black knight · g6 black pawn · d4 white pawn · f4 white bishop · f3 white knight · a2 white pawn · b2 white pawn · c2 white pawn · e2 white pawn · f2 white pawn · g2 white pawn · h2 white pawn · a1 white rook · b1 white knight · d1 white queen · e1 white king · f1 white bishop · h1 white rook | a8 black rook · b8 black knight · c8 black bishop · d8 black queen · e8 black king · f8 black bishop · h8 black rook · a7 black pawn · b7 black pawn · c7 black pawn · d7 black pawn · e7 black pawn · f7 black pawn · h7 black pawn · f6 black knight · g6 black pawn · d4 white pawn · f4 white bishop · f3 white knight · a2 white pawn · b2 white pawn · c2 white pawn · e2 white pawn · f2 white pawn · g2 white pawn · h2 white pawn · a1 white rook · b1 white knight · d1 white queen · e1 white king · f1 white bishop · h1 white rook | a8 black rook · b8 black knight · c8 black bishop · d8 black queen · e8 black king · f8 black bishop · h8 black rook · a7 black pawn · b7 black pawn · c7 black pawn · d7 black pawn · e7 black pawn · f7 black pawn · h7 black pawn · f6 black knight · g6 black pawn · d4 white pawn · f4 white bishop · f3 white knight · a2 white pawn · b2 white pawn · c2 white pawn · e2 white pawn · f2 white pawn · g2 white pawn · h2 white pawn · a1 white rook · b1 white knight · d1 white queen · e1 white king · f1 white bishop · h1 white rook | a8 black rook · b8 black knight · c8 black bishop · d8 black queen · e8 black king · f8 black bishop · h8 black rook · a7 black pawn · b7 black pawn · c7 black pawn · d7 black pawn · e7 black pawn · f7 black pawn · h7 black pawn · f6 black knight · g6 black pawn · d4 white pawn · f4 white bishop · f3 white knight · a2 white pawn · b2 white pawn · c2 white pawn · e2 white pawn · f2 white pawn · g2 white pawn · h2 white pawn · a1 white rook · b1 white knight · d1 white queen · e1 white king · f1 white bishop · h1 white rook | 5 |
| 4 | a8 black rook · b8 black knight · c8 black bishop · d8 black queen · e8 black king · f8 black bishop · h8 black rook · a7 black pawn · b7 black pawn · c7 black pawn · d7 black pawn · e7 black pawn · f7 black pawn · h7 black pawn · f6 black knight · g6 black pawn · d4 white pawn · f4 white bishop · f3 white knight · a2 white pawn · b2 white pawn · c2 white pawn · e2 white pawn · f2 white pawn · g2 white pawn · h2 white pawn · a1 white rook · b1 white knight · d1 white queen · e1 white king · f1 white bishop · h1 white rook | a8 black rook · b8 black knight · c8 black bishop · d8 black queen · e8 black king · f8 black bishop · h8 black rook · a7 black pawn · b7 black pawn · c7 black pawn · d7 black pawn · e7 black pawn · f7 black pawn · h7 black pawn · f6 black knight · g6 black pawn · d4 white pawn · f4 white bishop · f3 white knight · a2 white pawn · b2 white pawn · c2 white pawn · e2 white pawn · f2 white pawn · g2 white pawn · h2 white pawn · a1 white rook · b1 white knight · d1 white queen · e1 white king · f1 white bishop · h1 white rook | a8 black rook · b8 black knight · c8 black bishop · d8 black queen · e8 black king · f8 black bishop · h8 black rook · a7 black pawn · b7 black pawn · c7 black pawn · d7 black pawn · e7 black pawn · f7 black pawn · h7 black pawn · f6 black knight · g6 black pawn · d4 white pawn · f4 white bishop · f3 white knight · a2 white pawn · b2 white pawn · c2 white pawn · e2 white pawn · f2 white pawn · g2 white pawn · h2 white pawn · a1 white rook · b1 white knight · d1 white queen · e1 white king · f1 white bishop · h1 white rook | a8 black rook · b8 black knight · c8 black bishop · d8 black queen · e8 black king · f8 black bishop · h8 black rook · a7 black pawn · b7 black pawn · c7 black pawn · d7 black pawn · e7 black pawn · f7 black pawn · h7 black pawn · f6 black knight · g6 black pawn · d4 white pawn · f4 white bishop · f3 white knight · a2 white pawn · b2 white pawn · c2 white pawn · e2 white pawn · f2 white pawn · g2 white pawn · h2 white pawn · a1 white rook · b1 white knight · d1 white queen · e1 white king · f1 white bishop · h1 white rook | a8 black rook · b8 black knight · c8 black bishop · d8 black queen · e8 black king · f8 black bishop · h8 black rook · a7 black pawn · b7 black pawn · c7 black pawn · d7 black pawn · e7 black pawn · f7 black pawn · h7 black pawn · f6 black knight · g6 black pawn · d4 white pawn · f4 white bishop · f3 white knight · a2 white pawn · b2 white pawn · c2 white pawn · e2 white pawn · f2 white pawn · g2 white pawn · h2 white pawn · a1 white rook · b1 white knight · d1 white queen · e1 white king · f1 white bishop · h1 white rook | a8 black rook · b8 black knight · c8 black bishop · d8 black queen · e8 black king · f8 black bishop · h8 black rook · a7 black pawn · b7 black pawn · c7 black pawn · d7 black pawn · e7 black pawn · f7 black pawn · h7 black pawn · f6 black knight · g6 black pawn · d4 white pawn · f4 white bishop · f3 white knight · a2 white pawn · b2 white pawn · c2 white pawn · e2 white pawn · f2 white pawn · g2 white pawn · h2 white pawn · a1 white rook · b1 white knight · d1 white queen · e1 white king · f1 white bishop · h1 white rook | a8 black rook · b8 black knight · c8 black bishop · d8 black queen · e8 black king · f8 black bishop · h8 black rook · a7 black pawn · b7 black pawn · c7 black pawn · d7 black pawn · e7 black pawn · f7 black pawn · h7 black pawn · f6 black knight · g6 black pawn · d4 white pawn · f4 white bishop · f3 white knight · a2 white pawn · b2 white pawn · c2 white pawn · e2 white pawn · f2 white pawn · g2 white pawn · h2 white pawn · a1 white rook · b1 white knight · d1 white queen · e1 white king · f1 white bishop · h1 white rook | a8 black rook · b8 black knight · c8 black bishop · d8 black queen · e8 black king · f8 black bishop · h8 black rook · a7 black pawn · b7 black pawn · c7 black pawn · d7 black pawn · e7 black pawn · f7 black pawn · h7 black pawn · f6 black knight · g6 black pawn · d4 white pawn · f4 white bishop · f3 white knight · a2 white pawn · b2 white pawn · c2 white pawn · e2 white pawn · f2 white pawn · g2 white pawn · h2 white pawn · a1 white rook · b1 white knight · d1 white queen · e1 white king · f1 white bishop · h1 white rook | 4 |
| 3 | a8 black rook · b8 black knight · c8 black bishop · d8 black queen · e8 black king · f8 black bishop · h8 black rook · a7 black pawn · b7 black pawn · c7 black pawn · d7 black pawn · e7 black pawn · f7 black pawn · h7 black pawn · f6 black knight · g6 black pawn · d4 white pawn · f4 white bishop · f3 white knight · a2 white pawn · b2 white pawn · c2 white pawn · e2 white pawn · f2 white pawn · g2 white pawn · h2 white pawn · a1 white rook · b1 white knight · d1 white queen · e1 white king · f1 white bishop · h1 white rook | a8 black rook · b8 black knight · c8 black bishop · d8 black queen · e8 black king · f8 black bishop · h8 black rook · a7 black pawn · b7 black pawn · c7 black pawn · d7 black pawn · e7 black pawn · f7 black pawn · h7 black pawn · f6 black knight · g6 black pawn · d4 white pawn · f4 white bishop · f3 white knight · a2 white pawn · b2 white pawn · c2 white pawn · e2 white pawn · f2 white pawn · g2 white pawn · h2 white pawn · a1 white rook · b1 white knight · d1 white queen · e1 white king · f1 white bishop · h1 white rook | a8 black rook · b8 black knight · c8 black bishop · d8 black queen · e8 black king · f8 black bishop · h8 black rook · a7 black pawn · b7 black pawn · c7 black pawn · d7 black pawn · e7 black pawn · f7 black pawn · h7 black pawn · f6 black knight · g6 black pawn · d4 white pawn · f4 white bishop · f3 white knight · a2 white pawn · b2 white pawn · c2 white pawn · e2 white pawn · f2 white pawn · g2 white pawn · h2 white pawn · a1 white rook · b1 white knight · d1 white queen · e1 white king · f1 white bishop · h1 white rook | a8 black rook · b8 black knight · c8 black bishop · d8 black queen · e8 black king · f8 black bishop · h8 black rook · a7 black pawn · b7 black pawn · c7 black pawn · d7 black pawn · e7 black pawn · f7 black pawn · h7 black pawn · f6 black knight · g6 black pawn · d4 white pawn · f4 white bishop · f3 white knight · a2 white pawn · b2 white pawn · c2 white pawn · e2 white pawn · f2 white pawn · g2 white pawn · h2 white pawn · a1 white rook · b1 white knight · d1 white queen · e1 white king · f1 white bishop · h1 white rook | a8 black rook · b8 black knight · c8 black bishop · d8 black queen · e8 black king · f8 black bishop · h8 black rook · a7 black pawn · b7 black pawn · c7 black pawn · d7 black pawn · e7 black pawn · f7 black pawn · h7 black pawn · f6 black knight · g6 black pawn · d4 white pawn · f4 white bishop · f3 white knight · a2 white pawn · b2 white pawn · c2 white pawn · e2 white pawn · f2 white pawn · g2 white pawn · h2 white pawn · a1 white rook · b1 white knight · d1 white queen · e1 white king · f1 white bishop · h1 white rook | a8 black rook · b8 black knight · c8 black bishop · d8 black queen · e8 black king · f8 black bishop · h8 black rook · a7 black pawn · b7 black pawn · c7 black pawn · d7 black pawn · e7 black pawn · f7 black pawn · h7 black pawn · f6 black knight · g6 black pawn · d4 white pawn · f4 white bishop · f3 white knight · a2 white pawn · b2 white pawn · c2 white pawn · e2 white pawn · f2 white pawn · g2 white pawn · h2 white pawn · a1 white rook · b1 white knight · d1 white queen · e1 white king · f1 white bishop · h1 white rook | a8 black rook · b8 black knight · c8 black bishop · d8 black queen · e8 black king · f8 black bishop · h8 black rook · a7 black pawn · b7 black pawn · c7 black pawn · d7 black pawn · e7 black pawn · f7 black pawn · h7 black pawn · f6 black knight · g6 black pawn · d4 white pawn · f4 white bishop · f3 white knight · a2 white pawn · b2 white pawn · c2 white pawn · e2 white pawn · f2 white pawn · g2 white pawn · h2 white pawn · a1 white rook · b1 white knight · d1 white queen · e1 white king · f1 white bishop · h1 white rook | a8 black rook · b8 black knight · c8 black bishop · d8 black queen · e8 black king · f8 black bishop · h8 black rook · a7 black pawn · b7 black pawn · c7 black pawn · d7 black pawn · e7 black pawn · f7 black pawn · h7 black pawn · f6 black knight · g6 black pawn · d4 white pawn · f4 white bishop · f3 white knight · a2 white pawn · b2 white pawn · c2 white pawn · e2 white pawn · f2 white pawn · g2 white pawn · h2 white pawn · a1 white rook · b1 white knight · d1 white queen · e1 white king · f1 white bishop · h1 white rook | 3 |
| 2 | a8 black rook · b8 black knight · c8 black bishop · d8 black queen · e8 black king · f8 black bishop · h8 black rook · a7 black pawn · b7 black pawn · c7 black pawn · d7 black pawn · e7 black pawn · f7 black pawn · h7 black pawn · f6 black knight · g6 black pawn · d4 white pawn · f4 white bishop · f3 white knight · a2 white pawn · b2 white pawn · c2 white pawn · e2 white pawn · f2 white pawn · g2 white pawn · h2 white pawn · a1 white rook · b1 white knight · d1 white queen · e1 white king · f1 white bishop · h1 white rook | a8 black rook · b8 black knight · c8 black bishop · d8 black queen · e8 black king · f8 black bishop · h8 black rook · a7 black pawn · b7 black pawn · c7 black pawn · d7 black pawn · e7 black pawn · f7 black pawn · h7 black pawn · f6 black knight · g6 black pawn · d4 white pawn · f4 white bishop · f3 white knight · a2 white pawn · b2 white pawn · c2 white pawn · e2 white pawn · f2 white pawn · g2 white pawn · h2 white pawn · a1 white rook · b1 white knight · d1 white queen · e1 white king · f1 white bishop · h1 white rook | a8 black rook · b8 black knight · c8 black bishop · d8 black queen · e8 black king · f8 black bishop · h8 black rook · a7 black pawn · b7 black pawn · c7 black pawn · d7 black pawn · e7 black pawn · f7 black pawn · h7 black pawn · f6 black knight · g6 black pawn · d4 white pawn · f4 white bishop · f3 white knight · a2 white pawn · b2 white pawn · c2 white pawn · e2 white pawn · f2 white pawn · g2 white pawn · h2 white pawn · a1 white rook · b1 white knight · d1 white queen · e1 white king · f1 white bishop · h1 white rook | a8 black rook · b8 black knight · c8 black bishop · d8 black queen · e8 black king · f8 black bishop · h8 black rook · a7 black pawn · b7 black pawn · c7 black pawn · d7 black pawn · e7 black pawn · f7 black pawn · h7 black pawn · f6 black knight · g6 black pawn · d4 white pawn · f4 white bishop · f3 white knight · a2 white pawn · b2 white pawn · c2 white pawn · e2 white pawn · f2 white pawn · g2 white pawn · h2 white pawn · a1 white rook · b1 white knight · d1 white queen · e1 white king · f1 white bishop · h1 white rook | a8 black rook · b8 black knight · c8 black bishop · d8 black queen · e8 black king · f8 black bishop · h8 black rook · a7 black pawn · b7 black pawn · c7 black pawn · d7 black pawn · e7 black pawn · f7 black pawn · h7 black pawn · f6 black knight · g6 black pawn · d4 white pawn · f4 white bishop · f3 white knight · a2 white pawn · b2 white pawn · c2 white pawn · e2 white pawn · f2 white pawn · g2 white pawn · h2 white pawn · a1 white rook · b1 white knight · d1 white queen · e1 white king · f1 white bishop · h1 white rook | a8 black rook · b8 black knight · c8 black bishop · d8 black queen · e8 black king · f8 black bishop · h8 black rook · a7 black pawn · b7 black pawn · c7 black pawn · d7 black pawn · e7 black pawn · f7 black pawn · h7 black pawn · f6 black knight · g6 black pawn · d4 white pawn · f4 white bishop · f3 white knight · a2 white pawn · b2 white pawn · c2 white pawn · e2 white pawn · f2 white pawn · g2 white pawn · h2 white pawn · a1 white rook · b1 white knight · d1 white queen · e1 white king · f1 white bishop · h1 white rook | a8 black rook · b8 black knight · c8 black bishop · d8 black queen · e8 black king · f8 black bishop · h8 black rook · a7 black pawn · b7 black pawn · c7 black pawn · d7 black pawn · e7 black pawn · f7 black pawn · h7 black pawn · f6 black knight · g6 black pawn · d4 white pawn · f4 white bishop · f3 white knight · a2 white pawn · b2 white pawn · c2 white pawn · e2 white pawn · f2 white pawn · g2 white pawn · h2 white pawn · a1 white rook · b1 white knight · d1 white queen · e1 white king · f1 white bishop · h1 white rook | a8 black rook · b8 black knight · c8 black bishop · d8 black queen · e8 black king · f8 black bishop · h8 black rook · a7 black pawn · b7 black pawn · c7 black pawn · d7 black pawn · e7 black pawn · f7 black pawn · h7 black pawn · f6 black knight · g6 black pawn · d4 white pawn · f4 white bishop · f3 white knight · a2 white pawn · b2 white pawn · c2 white pawn · e2 white pawn · f2 white pawn · g2 white pawn · h2 white pawn · a1 white rook · b1 white knight · d1 white queen · e1 white king · f1 white bishop · h1 white rook | 2 |
| 1 | a8 black rook · b8 black knight · c8 black bishop · d8 black queen · e8 black king · f8 black bishop · h8 black rook · a7 black pawn · b7 black pawn · c7 black pawn · d7 black pawn · e7 black pawn · f7 black pawn · h7 black pawn · f6 black knight · g6 black pawn · d4 white pawn · f4 white bishop · f3 white knight · a2 white pawn · b2 white pawn · c2 white pawn · e2 white pawn · f2 white pawn · g2 white pawn · h2 white pawn · a1 white rook · b1 white knight · d1 white queen · e1 white king · f1 white bishop · h1 white rook | a8 black rook · b8 black knight · c8 black bishop · d8 black queen · e8 black king · f8 black bishop · h8 black rook · a7 black pawn · b7 black pawn · c7 black pawn · d7 black pawn · e7 black pawn · f7 black pawn · h7 black pawn · f6 black knight · g6 black pawn · d4 white pawn · f4 white bishop · f3 white knight · a2 white pawn · b2 white pawn · c2 white pawn · e2 white pawn · f2 white pawn · g2 white pawn · h2 white pawn · a1 white rook · b1 white knight · d1 white queen · e1 white king · f1 white bishop · h1 white rook | a8 black rook · b8 black knight · c8 black bishop · d8 black queen · e8 black king · f8 black bishop · h8 black rook · a7 black pawn · b7 black pawn · c7 black pawn · d7 black pawn · e7 black pawn · f7 black pawn · h7 black pawn · f6 black knight · g6 black pawn · d4 white pawn · f4 white bishop · f3 white knight · a2 white pawn · b2 white pawn · c2 white pawn · e2 white pawn · f2 white pawn · g2 white pawn · h2 white pawn · a1 white rook · b1 white knight · d1 white queen · e1 white king · f1 white bishop · h1 white rook | a8 black rook · b8 black knight · c8 black bishop · d8 black queen · e8 black king · f8 black bishop · h8 black rook · a7 black pawn · b7 black pawn · c7 black pawn · d7 black pawn · e7 black pawn · f7 black pawn · h7 black pawn · f6 black knight · g6 black pawn · d4 white pawn · f4 white bishop · f3 white knight · a2 white pawn · b2 white pawn · c2 white pawn · e2 white pawn · f2 white pawn · g2 white pawn · h2 white pawn · a1 white rook · b1 white knight · d1 white queen · e1 white king · f1 white bishop · h1 white rook | a8 black rook · b8 black knight · c8 black bishop · d8 black queen · e8 black king · f8 black bishop · h8 black rook · a7 black pawn · b7 black pawn · c7 black pawn · d7 black pawn · e7 black pawn · f7 black pawn · h7 black pawn · f6 black knight · g6 black pawn · d4 white pawn · f4 white bishop · f3 white knight · a2 white pawn · b2 white pawn · c2 white pawn · e2 white pawn · f2 white pawn · g2 white pawn · h2 white pawn · a1 white rook · b1 white knight · d1 white queen · e1 white king · f1 white bishop · h1 white rook | a8 black rook · b8 black knight · c8 black bishop · d8 black queen · e8 black king · f8 black bishop · h8 black rook · a7 black pawn · b7 black pawn · c7 black pawn · d7 black pawn · e7 black pawn · f7 black pawn · h7 black pawn · f6 black knight · g6 black pawn · d4 white pawn · f4 white bishop · f3 white knight · a2 white pawn · b2 white pawn · c2 white pawn · e2 white pawn · f2 white pawn · g2 white pawn · h2 white pawn · a1 white rook · b1 white knight · d1 white queen · e1 white king · f1 white bishop · h1 white rook | a8 black rook · b8 black knight · c8 black bishop · d8 black queen · e8 black king · f8 black bishop · h8 black rook · a7 black pawn · b7 black pawn · c7 black pawn · d7 black pawn · e7 black pawn · f7 black pawn · h7 black pawn · f6 black knight · g6 black pawn · d4 white pawn · f4 white bishop · f3 white knight · a2 white pawn · b2 white pawn · c2 white pawn · e2 white pawn · f2 white pawn · g2 white pawn · h2 white pawn · a1 white rook · b1 white knight · d1 white queen · e1 white king · f1 white bishop · h1 white rook | a8 black rook · b8 black knight · c8 black bishop · d8 black queen · e8 black king · f8 black bishop · h8 black rook · a7 black pawn · b7 black pawn · c7 black pawn · d7 black pawn · e7 black pawn · f7 black pawn · h7 black pawn · f6 black knight · g6 black pawn · d4 white pawn · f4 white bishop · f3 white knight · a2 white pawn · b2 white pawn · c2 white pawn · e2 white pawn · f2 white pawn · g2 white pawn · h2 white pawn · a1 white rook · b1 white knight · d1 white queen · e1 white king · f1 white bishop · h1 white rook | 1 |
|   | a | b | c | d | e | f | g | h |   |

 Игра често иде 3. . . Лг7 4.е3 д6 5. Ле2 0-0 6.0-0. Као што је то обично у краљевој индијској одбрани, црни може да удари у центар са ... ц5 или ... е5. Након 6 ... ц5 7.ц3, црни често игра или 7 ... б6, 7. . . Дб6, 7. . . Сц6, 7. . . Ле6 или 7 ... цхд4. Црни се може припремити ... е5 на више начина, обично почевши од било којег 6. . . Сбд7, 6. . . Сц6 или 6. . . Сфд7.

## Примјер игре
Котов vs. Петросиан, Гагра 1952: 
 1.Сф3 Сф6 2.д4 г6 3.Лф4 Лг7 4.е3 0-0 5.Сбд2 ц5 6.ц3 цхд4 7.ехд4 Сц6 8.х3 д6 9.Сц4 б5 10.Се3 б4 11.д5 бкх3 12.дхц6 цхб2 13.Тб1 Се4 14.Лд3 Да5+ 15.Кф1 Ла6 16.Сц4 Бхц4 17.Бхц4 Сц3 18.Дд2 Да4 19.Лд3 Схб1 20.Лхб1 Тфц8 21.г3 Тхц6 22.Кг2 Тац8 23.Лх6 Тц1 24.Лхг7 Тхх1 (топ узима на х1) 25. Кхх1 (краљ узима на х1) Тц1+ 26.Кг2 Рхб1 27.Дх6 Дд1 28.г4 Дх1+ 29.Кг3 Тг1+ 0–1 